# Astrebla
Astrebla es un pequeño género de hierbas xerofíticas endémicas de Australia de la familia de las poáceas.
Comprende 9 especies descritas y de estas, solo 4 aceptadas.

## Taxonomía
El género fue descrito por Nicholas Edward Brown y publicado en Journal of Botany, British and Foreign 66: 141. 1928. La especie tipo es: Astrebla pectinata; Barley Mitchell Grass
Citología
Número de la base del cromosoma, x = 10. 2n = 40.  
Etimología
Astrebla: nombre genérico que deriva de las palabras griegas: a (no) y streblos (torcido), en referencia a las aristas rectas. 

## Especies aceptadas
A continuación se brinda un listado de las especies del género Astrebla aceptadas hasta abril de 2015, ordenadas alfabéticamente. Para cada una se indica el nombre binomial seguido del autor, abreviado según las convenciones y usos.	  

## Especies
- Astrebla elymoides; Hoop Mitchell Grass
- Astrebla lappacea; Curly Mitchell Grass
- Astrebla pectinata; Barley Mitchell Grass
- Astrebla squarrosa; Bull Mitchell Grass